# Tagondaing
Tagondaing (တံခွန်တိုင် în birmană) este un sat din Birmania.